# Лопушня

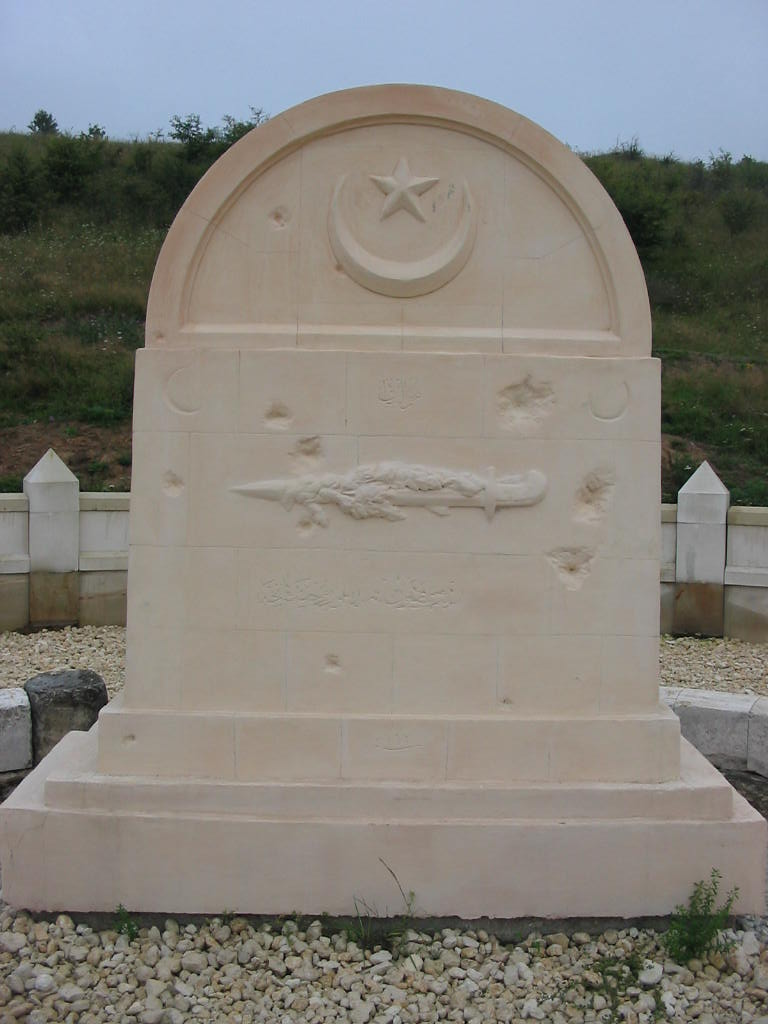
Обеліск турецьким воїнам, споруджений біля ста років тому, фото 19 серпня 2007 року

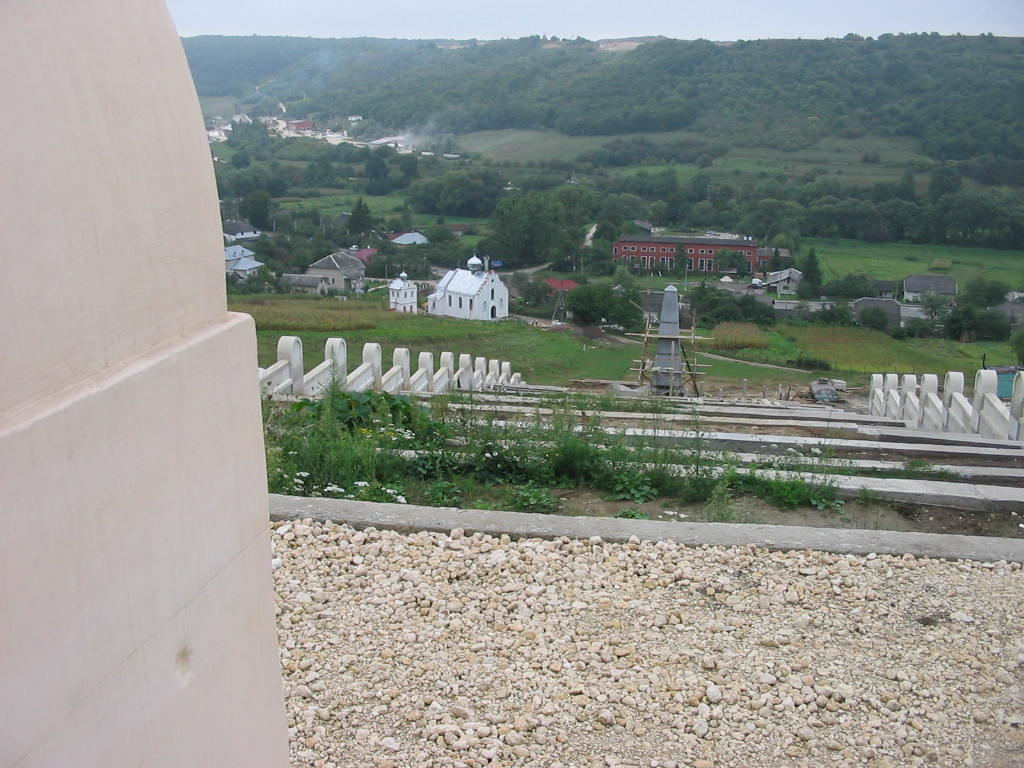
Меморіал турецьким воїнам, фото 19 серпня 2007 року

Лопушня́ — село в Україні, у Рогатинській міській громаді Івано-Франківського району Івано-Франківської області.
Близько 1850 р. був виловлений з річки Липиці кам’яний ідол Світовид.
В селі знаходиться меморіал загиблим турецьким воїнам у Першій світовій війні.

## Історія
У 1939 році в селі проживало 360 мешканців (5 українців, 345 поляків, 10 євреїв).

## Сучасність
Проживає значна громада нащадків виселених з Лемківщини і Надсяння українців.
У 2008 році збудовано Храм св. влмч. Димитрія Солунського (настоятель прот. Роман Токарик), належить до Рогатинського благочиння Івано-Франківської єпархії УПЦ КП.

## Адміністративні зміни 2020 року
12 червня 2020 року, відповідно до Розпорядження Кабінету Міністрів України  № 714-р «Про визначення адміністративних центрів та затвердження територій територіальних громад Івано-Франківської області», увійшло до складу Рогатинської міської громади.
19 липня 2020 року, в результаті адміністративно-територіальної реформи та ліквідації Рогатинського району, село увійшло до складу новоутвореного Івано-Франківського району.

## Турецьке кладовище
Від серпня 1916 до серпня 1917 року турецькі військові частини воювали на боці Австро-Угорської імперії проти царської Росії. Стамбул скерував тоді в Галичину 40-тисячний корпус під командуванням генерала Севата Чобанлі. Турецькі підрозділи розташувались уздовж річки Золота Липа на південний захід від Бережан. До з'єднання входили два артилерійські, шість піхотних полків, два ескадрони кавалерії, а також два кулеметні, саперний і зв'язковий підрозділи.
До речі, фронтовими сусідами турецьких леґіонерів були українські січові стрільці. Вони тримали оборону неподалік Бережан. Зі спогадів учасників тих подій відомо, що турецьке військо було дуже хоробрим Тут поховано близько 200 жовнірів.
21 травня 2016 року на турецькому цвинтарі у Лопушні було урочисто відкрито оновлений меморіал. В урочистостях взяв участь посол Туреччини в Україні Йонет Джан Тезель.
Меморіал зроблений у вигляді каскаду, у верхній частині якого обеліск сторічної давності, а внизу — сучасний.
На церемонію відкриття меморіалу приїхали 70 оркестрантів найстарішого у світі військового оркестру “Мехтер” (існує з 16-го століття), які вшанували своїх полеглих воїнів.
На сучасному обеліску напис українською та турецькою мовами: "Памяті турецьких солдатів, які полягли в Першу світову війну на Галицькому фронті в 1916-1917 роках. Спокій їхнім душам!".
- Меморіал турецьким воїнам | Лопушня | Військові некрополі України